# Nadia Hashimi
Pour les articles homonymes, voir Hashimi.
Nadia Hashimi, née le 12 décembre 1977 dans le Queens à New York, est une pédiatre et écrivaine américaine.
Elle est connue pour ses trois best-sellers : La Perle et la coquille (2014), Si la lune éclaire nos pas (2015) et Pourvu que la nuit s'achève (2016).

## Biographie
Nadia Hashimi est née le 12 décembre 1977 dans le Queens à New York et grandit avec sa famille dans le New Jersey et l'état de New York. Ses parents émigrent aux États-Unis au début des années 1970 en pensant revenir en Afghanistan quelques années plus tard mais le climat s'y étant détérioré après l'invasion soviétique du pays , ils restent à New York et deviennent entrepreneurs.
Nadia Hashimi étudie à l'université Brandeis à Waltham dans le Massachusetts où elle obtient un diplôme en Études du Moyen-Orient et un diplôme de biologie.
Elle obtient ensuite un diplôme de médecine à l'université Suny Downstate puis se spécialise en pédiatrie à l'université de New York et aux hôpitaux Bellevue situés aussi à New York City.
Elle commence sa carrière en 2008 au service d'urgence du Centre Médical National Pédiatrique (Children's National Medical Center) de Washington, D.C. Elle supervise depuis 2011 le travail de son mari neurochirurgien dans le Maryland.

## Œuvres littéraires
Hashimi publie son premier roman, La Perle et la Coquille (The Pearl that Broke Its Shell), en 2014, l'histoire, en Afghanistan et à un siècle d'intervalle, de deux femmes de la même famille, Rahima et Shekiba. Dans l'histoire contemporaine, Rahima devient une bacha posh, une fille travestie en garçon, afin de subvenir aux besoins de sa famille et d'escorter ses sœurs à l'école. La vie de Shekiba, habillée en homme pour garder le harem du Roi Habibullah, est racontée en écho à celle de Rahima, sa descendante.
La Perle et la Coquille devient un best-seller international et a été finaliste en 2014  du concours Goodreads dans les catégories Premier Roman et Fiction. Il a été traduit en plusieurs langues dont le français, l'italien, le norvégien, le néerlandais, l'allemand, le turc et le hongrois.
Son deuxième roman, Si la lune éclaire nos pas (When the Moon Is Low), est publié en 2015 et est lui aussi un best-seller international. Il est salué par O, the Oprah Magazine comme « une saga sur les frontières, les barrières et la volonté d'une mère courageuse combattant pour les traverser.»
Son troisième best-seller, Pourvu que la nuit s'achève (A House Without Windows) est publié en 2016.
Nadia Hashimi a également publié deux livres pour enfants : Ma vie de Bacha Posh et One half from the East.

## Carrière politique
Le 8 octobre 2017, Nadia Hashimi annonce sa candidature pour l'élection à la Chambre des Représentants pour la sixième circonscription de Maryland. Elle reçoit le soutien officiel de la Feminist Majority Foundation lors de la Women's March de 2018 via la présidente et cofondatrice, Eleanor Smeal. Elle est battue par David Trone.

## Vie personnelle
Nadia Hashimi habite depuis 2008 à Potomac dans le Maryland avec son mari et ses quatre enfants.
Pour Hashimi, « la culture afghane a toujours fait partie de [sa] vie quotidienne ». Interviewée par le Washington Post, elle a à plusieurs reprises plaisanté au sujet de son mariage traditionnel afghan, « de taille moyenne pour des normes afghanes, avec seulement 200 invités », en le décrivant comme « l'équivalent afghan de My Big Fat Greek Wedding. »